# Colchicum macrophyllum
Colchicum macrophyllum är en tidlöseväxtart som beskrevs av Brian Laurence Burtt. Colchicum macrophyllum ingår i släktet tidlösor, och familjen tidlöseväxter. Inga underarter finns listade i Catalogue of Life.